# シャルル＝ジュール＝アルマン・ド・ロアン
シャルル＝ジュール＝アルマン・ド・ロアン（フランス語：Charles Jules Armand de Rohan, 1729年8月29日 - 1811年5月18日）は、ブルボン朝末期フランスの貴族、廷臣。ロシュフォール公及びモントーバン公。
シャルル・ド・ロアンとその妻のエレオノール＝ウジェニー・ド・ベティシ・ド・メジエール（1707年 - 1757年）の間の第2子・長男。1766年父の死と共にロシュフォール分家の家督を相続。1762年5月20日パリ・サン＝シュルピス教会で、アレクサンドル・ドルレアン＝ロトラン侯爵（1688年 - 1764年）の長女マリー＝アンリエット・ドルレアン＝ロトラン（1744年 - 1820年?）と結婚、間に5人の子をもうけた。
- シャルル＝メリアデック（1763年 - 1764年）
- シャルル＝ルイ＝ガスパール（1765年 - 1843年） - 1780年マリー＝ルイーズ＝ジョゼフィーヌ・ド・ロアンと結婚
- シャルロット＝ルイーズ＝ドロテ（1767年 - 1841年） - アンギャン公ルイ・アントワーヌの愛妾
- ルイ＝カミーユ＝ジュール（1770年 - 1794年） - ストラスブール司教座聖堂参事会員、恐怖政治下で刑死
- クレマンティーヌ＝カロリーヌ＝アンリエット（1786年 - 1850年） - ケリュ侯爵フランソワ・ルイ・ド・ゴドシャルと結婚

フランス革命が勃発するとドイツのヴォルムスに亡命、その後従弟のルイ・ド・ロアン枢機卿を頼りエッテンハイムに移った。同地で反革命のエミグレ軍に所属した。妻はパリに戻り共和政を支持したため、離別した。
1811年に死去。ロシュフォール＝アン＝イヴリーヌ城などの資産の大半は長男シャルルに譲られた。1846年、シャルルの長男カミーユ・ロアンが、断絶したゲメネ分家からロアン家の家督を引き継ぎいだ。

## 引用・脚注
1. 1 2  van de Pas, Leo. “Charles Jules de Rohan”. Genealogics .org. 2010年4月8日閲覧。
2. ↑  Millar, Stephan. “The Ancien Régime Peerage (4 August 1789)”. Napoleonseries.org. 2010年3月29日閲覧。
3. ↑  de Sardent, Marie. La Princesse Charlotte de Rohan et le Duc d'Enghien 2010年3月25日閲覧。
4. ↑  オルレアン＝ロトラン家（ドイツ語版）最後の当主で、弟は貨幣収集家、アカデミー・フランセーズ会員のシャルル・ドルレアン＝ロトラン（ドイツ語版）。
5. 1 2  パストゥール、P86。
6. ↑  パストゥール、P88。
7. ↑  パストゥール、P100。
8. ↑  パストゥール、P302。